# Moana Carcasses Kalosil
Moana Carcasses Kalosil (ur. 27 stycznia 1963 w Afaahiti na Tahiti) – vanuacki polityk, premier Vanuatu w latach 2013–2014. 
W latach 2003–2004 był ministrem spraw zagranicznych w gabinecie premiera Edwarda Natapei. W latach 2004–2005 w rządach Serge Vohora i Ham Liniego pełnił funkcję ministra finansów. Lider opozycji w latach 2007-2008. Od września 2009 do grudnia 2010 stał na czele ministerstwa spraw wewnętrznych. Następnie w rządzie Sato Kilmana został ponownie ministrem finansów i rozwoju gospodarczego. W marcu 2013 Kilman zrezygnował z urzędu premiera, które objął jego minister finansów. Carcasses Kalolil był premierem do maja 2014, kiedy przegrał w parlamencie głosowanie w sprawie wotum zaufania.